# خلق النظام الأبوي
خلق النظام الأبوي هو كتاب واقعي كتبته جيردا ليرنر في عام 1986 كتفسير لأصول كراهية النساء في بلاد ما بين النهرين القديمة والمجتمعات الغربية التالية. وهي تتتبع الصور والاستعارات والأساطير التي تؤدي إلى وجود المفاهيم الأبوية في المجتمع الغربي (ليرنر 10). وتعتقد أن إنشاء النظام الأبوي في الشرق الأدنى القديم كان فترة 2500 عام من حوالي 3100 قبل الميلاد إلى 600 قبل الميلاد وليس حدثًا واحدًا (ليرنر 8).
في النص تُجادل ليرنر بأن المرأة لعبت تاريخيًا دورًا كبيرًا في القهر المنهجي للمرأة سواء للحفاظ على الذات أو للحصول على فوائد الطبقة الاجتماعية والعرق الحديث، أو لأسباب أخرى. وتدعي أنه من المحتمل أن النساء قبلن المهام التي تفصل بين الجنسين في مجتمعاتهن قبل وقت طويل من أن يؤدي ذلك إلى الاضطهاد على أساس الجنس.
كما ترى ليرنر أن انتشار كراهية النساء في المجتمعات لا يرجع إلى اختلافات بيولوجية أو نفسية بين الذكور والإناث، بل أن له تفسيرات تاريخية. وذكرت أنه بما أن النظام الأبوي له بداية في التاريخ فإنه يمكن إنهاؤه بعملية تاريخية.

## المحتويات
يحتوي الكتاب على أحد عشر فصلاً، سُميت غالبيتها على اسم استعارة للجنس (ليرنر 10). يتتبع كل فصل جانبًا مختلفًا من تطور الأفكار والرموز والاستعارات الرائدة التي دُمجت من خلالها العلاقات الأبوية بين الجنسين في الحضارة الغربية (ليرنر 10).
1. مقدمة
2. يُجادل كتاب الأصول بأن تشكيل الملكية الخاصة والمجتمع الطبقي حدث بعد الاستيلاء على قدرات المرأة الجنسية والإنجابية.
3. تدعي فرضية العمل أن الدول القديمة كان لها مصلحة كبير بالحفاظ على بنية الأسرة الأبوية لأنها تم منظمةمنها.
4. ينص كتاب الزوجة الاحتياطية والبيدق على أن الرجال تعلموا إخضاع المجموعات الأخرى من خلال ممارسة الهيمنة على النساء، عُبر عن ذلك من خلال العبودية بدءًا من استعباد النساء من المجموعات المحتلة.
5. يُؤكد المرأة العبد أنه وفقًا للعديد من القوانين القديمة المختلفة فرضت الدول التبعية الجنسية للمرأة من خلال القوة والتبعية الاقتصادية والامتيازات الطبقية والفصل المصطنع بين النساء المحترمات وغير المحترمات.
6. يجادل فيلم "الزوجة والخليلة " بأن الاختلافات الطبقية موجودة بالنسبة للرجال على أساس علاقتهم بوسائل الإنتاج بينما بالنسبة للنساء فهي مبنية على علاقاتهم الجنسية مع الرجال الذين يمنحونهم الموارد المادية. ويدعي هذا الفصل أيضًا أن القوانين عرفت المرأة المحترمة بأنها مرتبطة برجل واحد والنساء غير المحترمات بأنهن تلك غير المرتبطات برجل واحد أو أي رجل، وأن هذه القوانين تم إضفاء الطابع المؤسسي عليها من خلال حجاب المرأة.
7. يوضح كتاب حجاب المرأة أنه بعد فترة طويلة من خضوع المرأة للرجل في معظم جوانب حياتها، ظلت القوة الأنثوية الميتافيزيقية وخاصة الولادة يعبدها النساء والرجال في شكل آلهة قوية وأن النساء لعبن أدوارًا محترمة كوسيط بين البشر والآلهة. ويصف هذا الفصل أيضًا المسيرة التاريخية منذ البداية حتى اختراع ملكية الشرق الأدنى؛ وثانيًا استبدال الآلهة بشخصية إله ذكر مهيمنة؛ إلى ثالثًا فهم التحكم في الخصوبة على أنه تعهد الإلهة برمز التزاوج الفعلي للإله الذكر أو الإله الملك مع الإلهة أو كاهنتها " (ليرنر 9)؛ إلى الرابع، الانقسام بين الإثارة الجنسية/الجنس ومناصرة التكاثر وأخيرًا تحول الإلهة الأم إلى زوجة/قرينة الإله الذكر الرئيسي (ليرنر 9).
8. تدعي الإلهة أن التوحيد العبري المبكر عرف على أنه هجوم على طوائف مختلفة لآلهة الخصوبة المختلفة. ويؤكد أن سفر التكوين وكتاباته ينسب الإبداع والتشجيع إلى إله كلي القدرة يحمل لقب الرب والملك مما يجعله ذكرًا . كما يناقش أسس ارتباط الحياة الجنسية الأنثوية المنفصلة عن الإنجاب بالخطيئة والشر.
9. ويرى العهد أن هذا التقليل الرمزي من قيمة المرأة بالنسبة إلى الإلهية يصبح أحد الاستعارات التي أسس عليها المجتمع الغربي، إلى جانب الافتراض بأن المرأة كائن بشري ناقص ومتضرر من رتبة مختلفة وأدنى من الرجل، كما وصفها أرسطو.
10. حرف أو رمز
11. إنشاء البطريركية

## الاستقبال
تمت قراءة الكتاب وتدريسه في العديد من دورات دراسات النوع الاجتماعي والمرأة    بالإضافة إلى مجالات أخرى.   وقد وصفت عالمة الأنثروبولوجيا ديبورا جيويرتز الحُجج المقدمة في هذا الكتاب بأنها استفزازية وموحية.  وصفه أحد المراجعين بأنه كتاب رائع وغني بالمعلومات.  وقالت ناقدة أخرى وهي الصحفية نانسي بارنز : إن الكتاب إنجاز هائل سيخدمنا جميعًا بطرق مفيدة واستفزازية.  بينما انتقدت إليزابيث فوكس جينوفيز الكتاب ووصفته بأنه غير كافٍ في شرح تطور النظام الأبوي الغربي. 
وصفت كاثرين آر ستيمبسون من جامعة روتجرز الكتاب بأنه يتمتع بالجرأة والسلطة والثراء الذي يتمتع به الجنس الآخر. 
حصل الكتاب على جائزة جوان كيلي لعام 1986 من الجمعية التاريخية الأمريكية. 

### اقتباسات
- ليرنر، جيردا. خلق البطريركية . نيويورك: مطبعة جامعة أكسفورد، 1986.